# Ивановская поселковая община (Херсонская область)
Ивановская сельская община (укр. Іванівська селищна громада) — территориальная община в Геническом районе Херсонской области Украины.
Создана вследствие административно-территориальной реформы 30 мая 2017 года на территории Ивановского района путём объединения Ивановского поселкового совета, Балашовского, Благодатненского, Воскресенского, Нововасильевского, Новониколаевского, Новосемёновского, Трофимовского и Шотовского сельских советов. Своё название община получила от названия административного центра — посёлка Ивановка.
Население общины на момент создания составляло 9465 человек, площадь общины 620,22 км²

## Населённые пункты
В состав общины входят 4 посёлка (Ивановка, Веселовка, Новознаменка, Фёдоровка) и 24 села: Агайманы, Балашово, Благодатное, Воскресенка, Дмитровка, Дружбовка, Захаровка, Зелёный Гай, Квитковое, Любимовка, Мартовка, Михайловка, Нововасилевка, Новодмитровка Вторая, Новодмитровка Первая, Новониколаевка, Новосемёновка, Першотравневое, Тимофеевка, Трофимовка, Украинское, Широкая Балка, Шотовка, Счастливое.

## История общины
С февраля 2022 года община находится под российской оккупацией в результате вторжения России в Украину.